# 11100 Лай
11100 Лай (11100 Lai) — астероїд головного поясу, відкритий 22 травня 1995 року.
Тіссеранів параметр щодо Юпітера — 3,468.